# Zaubes pagasts
Zaubes pagasts er en territorial enhed i Amatas novads i Letland. Pagasten havde 915 indbyggere i 2010 og 812 indbyggere i 2016 og omfatter et areal på 162,76 kvadratkilometer. Hovedbyen i pagasten er Zaube.